# Hemant Lall
Hemant Lall (ur.  1951) – amerykański brydżysta, World Life Master (WBF).

## Wyniki brydżowe

### Zawody światowe
W światowych zawodach zdobył następujące lokaty:
| Mistrzostwa Świata. Konkurencja teamów | Mistrzostwa Świata. Konkurencja teamów | Mistrzostwa Świata. Konkurencja teamów          | Mistrzostwa Świata. Konkurencja teamów | Mistrzostwa Świata. Konkurencja teamów | Mistrzostwa Świata. Konkurencja teamów |
| Rok                                    | Miejsce                                | Zawody                                          | Kategoria                              | Drużyna                                | Pozycja                                |
| -------------------------------------- | -------------------------------------- | ----------------------------------------------- | -------------------------------------- | -------------------------------------- | -------------------------------------- |
| 2014                                   | Sanya                                  | 14. Seria Mistrzostw Świata                     | Seniorzy                               | Milner                                 | 1                                      |
| 2012                                   | Lille                                  | 5. Otwarte Mistrzostwa Świata Teamów Mikstowych | Miksty                                 | Milner                                 | 1                                      |
| 2010                                   | Filadelfia                             | 13. Seria Mistrzostw Świata                     | Open                                   | Lall                                   | 113                                    |
| 2007                                   | Szanghaj                               | 38. Mistrzostwa Świata Teamów                   | Open                                   | USA 2                                  | 11                                     |
| 2006                                   | Werona                                 | 12. Mistrzostwa Świata                          | Open                                   | Chang                                  | 33                                     |
| 2002                                   | Montreal                               | 11. Mistrzostwa Świata                          | Open                                   | Morse                                  | 33                                     |
| 1998                                   | Lille                                  | 10. Mistrzostwa Świata                          | Open                                   | Wolff                                  | 33                                     |

| Mistrzostwa Świata. Konkurencja par | Mistrzostwa Świata. Konkurencja par | Mistrzostwa Świata. Konkurencja par | Mistrzostwa Świata. Konkurencja par | Mistrzostwa Świata. Konkurencja par | Mistrzostwa Świata. Konkurencja par |
| Rok                                 | Miejsce                             | Zawody                              | Kategoria                           | Partner                             | Pozycja                             |
| ----------------------------------- | ----------------------------------- | ----------------------------------- | ----------------------------------- | ----------------------------------- | ----------------------------------- |
| 2010                                | Filadelfia                          | 13. Mistrzostwa Świata              | Miksty                              | Petra Hamman                        | 193                                 |
| 2010                                | Filadelfia                          | 13. Mistrzostwa Świata              | Open                                | Justin Lall                         | 61                                  |
| 2006                                | Werona                              | 12. Mistrzostwa Świata              | Open                                | Justin Lall                         | 238                                 |
| 2002                                | Montreal                            | 11. Mistrzostwa Świata              | Miksty                              | Petra Hamman                        | 78                                  |
| 1998                                | Lille                               | 10. Mistrzostwa Świata              | Miksty                              | Justin Lall                         | 169                                 |

## Klasyfikacja
- Hemant Lall – klasyfikacja WBF (ang.)